# Kbal Spean
Kbal Spean (kmerski za "Most glava") je kmerski arheološki lokalitet koji se nalazi na jugozapadnim obroncima planine Kulen, 25 km sjeveroistočno od Angkora, Kambodža. Čini ga 50 m nizova petroglifa iz 11. stoljeća, uklesanih u koritu rijeke Stung Kbal Spean koji je dio prirodne formacije luka od pješčenjaka, 50 km od rijeke Siem Reap.
Rezbarije su vidjive samo nakon sezone monsuna kada vodostaj rijeka ovog područja počinje opadati, a predstavljaju bezbrojne simbole plodnosti: lingame (falusni simbol hinduističkog boga Šive), te brojne yoni (vaginalni pandan lingamu) simbole i njihove kombinacije (linga-yoni) koji kao uredno posložena ispupčenja prekrivaju površinu korita rijeke. Zbog toga je ovaj lokalitet poznat i kao Dolina tisuću linga, ili Rijeka tisuću linga. Tu su i brojni drugi hinduistički mitološki motivi s figurama Šive, Višnua, Brahme, Lakšmi, Rame i Hanumana, kao i brojnih životinja.
Od 1992. godine, Kbal Spean je, kao dio Angkora, na popisu svjetske baštine UNESCO-a.
- Rijeka tisuću linga
- Linga-yoni
- Višnu na zmijolikom bogu Ananti s Lakšmi i Brahmom